# Suceyin, Arapgir
Suceyin là một xã thuộc huyện Arapgir, tỉnh Malatya, Thổ Nhĩ Kỳ. Dân số thời điểm năm 2011 là 170 người.